# Zatoka Tazowska
Zatoka Tazowska (ros. Тазовская губа, Tazowskaja guba) – zatoka we wschodniej części Zatoki Obskiej, będąca estuarium rzeki Taz.
Długość 250 km, szerokość 25 km. Zamarznięta od października do czerwca. Do Zatoki Tazowskiej wpada rzeka Taz.
W XVI i początku XVII wieku Zatoka Tazowska była częścią tzw. morskiego mangazejskiego szlaku handlowego prowadzącego od ujścia Północnej Dźwiny przez morza wokół półwyspu Jamał do ujścia Obu, dalej Tazem do Jeniseju. Szlak ten miał również duże znaczenie w kolonizacji środkowej i zachodniej Syberii przez Rosję. Znaczenie zatoki dla gospodarki znacznie zmalało po zamknięciu w 1619 morskiego szlaku mangazejskiego (powodem było uniemożliwienie kupcom zachodnioeuropejskim dotarcie do Syberii) i po likwidacji Mangazei w 1662.  